# Tomáš Chorý
Tomáš Chorý (Olomouc, 26 januari 1995) is een Tsjechische professionele voetballer die momenteel als aanvaller speelt voor Slavia Praag en het Tsjechisch voetbalelftal.

## Clubcarrière
Chorý debuteerde in het seizoen 2013/14 bij Sigma Olomouc en speelde daar in vier seizoenen 80 wedstrijden, waarin hij 24 goals scoorde. In de winterstop van het seizoen 2017/18 stapte hij over naar FC Viktoria Plzeň, waar hij de eerste tweeënhalf seizoenen met enige regelmaat speelde. Toch werd Chorý op 5 oktober 2020 verhuurd aan de Belgische club Zulte Waregem, waar hij vier doelpunten maakte in de Eerste klasse A in 16 wedstrijden. Aan het begin van seizoen 2021/22 veroverde Chorý een basisplaats bij FC Viktoria Plzeň en won hij aan het eind van dat seizoen voor de tweede keer de titel in de Czech Liga, waardoor hij in 2022/23 met zijn club in de Champions League mocht spelen. In dat toernooi scoorde hij tweemaal tegen FC Barcelona. Op 3 juli 2024 tekende Chorý een contract bij Slavia Praag tot 30 juni 2027.

## Interlandcarrère
Chorý debuteerde voor het Tsjechië op 20 november 2023 in een kwalificatiewedstrijd voor het EK voetbal 2024 tegen het Moldavië. Ondanks dat dit zijn enige optreden was tijdens de kwalificatie, werd hij toch door bondscoach Ivan Hašek opgeroepen om Tsjechië te vertegenwoordigen op het EK voetbal 2024 in Duitsland. Tijdens dit toernooi viel Chorý twee keer in en kreeg hij na het eindsignaal een rode kaart in de derde groepswedstrijd tegen het Turkije.

## Clubstatistieken
| Seizoen         | Club              | Competitie      | Competitie | Competitie | Beker | Beker | Internationaal | Internationaal | Totaal | Totaal |
| Seizoen         | Club              | Competitie      | Wed.       | Dlp.       | Wed.  | Dlp.  | Wed.           | Dlp.           | Wed.   | Dlp.   |
| --------------- | ----------------- | --------------- | ---------- | ---------- | ----- | ----- | -------------- | -------------- | ------ | ------ |
| 2013/14         | Sigma Olomouc     | Česká Liga      | 7          | 1          | 0     | 0     | 0              | 0              | 7      | 1      |
| 2014/2015       | Sigma Olomouc     | Nárdoní Liga    | 13         | 3          | 0     | 0     | 0              | 0              | 13     | 3      |
| 2015/2016       | Sigma Olomouc     | Česká Liga      | 18         | 2          | 3     | 1     | 0              | 0              | 21     | 3      |
| 2016/2017       | Sigma Olomouc     | Nárdoní Liga    | 28         | 16         | 3     | 2     | 0              | 0              | 31     | 18     |
| 2017/2018       | Sigma Olomouc     | Česká Liga      | 12         | 2          | 2     | 1     | 0              | 0              | 14     | 3      |
| 2017/2018       | FC Viktoria Plzeň | Česká Liga      | 13         | 1          | 0     | 0     | 3              | 0              | 16     | 1      |
| 2018/2019       | FC Viktoria Plzeň | Česká Liga      | 26         | 6          | 2     | 5     | 5              | 1              | 33     | 12     |
| 2019/2020       | FC Viktoria Plzeň | Česká Liga      | 32         | 6          | 4     | 1     | 4              | 0              | 40     | 7      |
| 2020/21         | FC Viktoria Plzeň | Česká Liga      | 2          | 0          | 0     | 0     | 0              | 0              | 2      | 0      |
| 2020/21         | → Zulte Waregem   | Eerste klasse A | 16         | 4          | 2     | 0     | 0              | 0              | 18     | 4      |
| 2021/22         | FC Viktoria Plzeň | Česká Liga      | 33         | 6          | 2     | 0     | 6              | 1              | 41     | 7      |
| 2022/23         | FC Viktoria Plzeň | Česká Liga      | 34         | 13         | 1     | 0     | 12             | 4              | 47     | 17     |
| 2023/24         | FC Viktoria Plzeň | Česká Liga      | 30         | 12         | 4     | 3     | 13             | 4              | 47     | 19     |
| 2024/25         | Slavia Praag      | Chance Liga     | 0          | 0          | 0     | 0     | 0              | 0              | 0      | 0      |
| Carrière totaal | Carrière totaal   | Carrière totaal | 264        | 72         | 21    | 13    | 43             | 10             | 330    | 95     |